# Епигастријум
Епигастријум или наджелудачни регион (лат. regio epigastrica s. epigastrium) једна је од девет анатомских  регија на предњој страни тела, која припада средњем делу горњег трбушног спрата који који по површини одговара десном и левом ребрном луку и међуребарном углу (простору између међуребарних лукова).  

## Анатомија
Трбух или абдомен представља средњи део трупа. Налази се испод грудног коша и изнад карлице. Граница између грудног коша и трбуха је пречага (дијафрагма). Доњу границу представљају улазни отвор карличне шупљине и скелет велике карлице.

### Границе епигастријума
Епигастријум је нагоре омеђен ксифоидним наставком грудне кости и хондралним ивицама (које формирају ребарни лук), надоле пупчаном регијом, а бочно бочним ивицама правог трбушног мишића  између десног и левог хипохондријума .
У епигастријуму се налази желудац , леви режањ јетре , глава гуштераче (панкреаса),  надбубрежне жлезде, део грудне (торакалне) аорте.
Током дисања, пречага (дијафрагма)се скупља и спушта, притискајући садрђај трбуха надоле и изазивајући померање горњег дела трбушног зида (епигастрична регија) према споља. Иако, епигастрични регион није мишић или орган, он је подручје активности у коме деловање правог трбушног мишића и дијафрагме изазива испупчење горњег дела трбушног зида према споља.
Хајмлихов маневар (или субдијафрагматична компресија трбуха) се изводи у епигастријуму, и одговара „јами у стомаку“.

### Положај епигастријума у подела трбуха по пределима
У циљу лакшег описивања положаја и односа органа садржаних у трбушној дупљи, као и патолошких и других промена, трбух је замишљеним анатомским линијама подељен на мање целине или пределе.
Хоризонталне линије
Трбухе је са две хоризонталне линије (горњу линија- која пролази кроз најнижу тачку 10. пара ребара и доњу линију - која пролази  кроз највишу тачку обе cristae iliacae)  подељен на три спрата: горњи, средњи и доњи.  
Вертикалне линије
Сваки од  три спрата трбуха која су претходно подељен хоризонталним линијама, потом су левом и десном вертикалном линијом (медиоклавикуларном линијом или линијом која пролазе кроз средину Пупартове везе) подељени на три области, средњу и две  бочне (леву и десну).

### Спратови трбуха
Горњи спрат трбуха је вертикалним линијама подељен на:
- централно подручје или наджелудачни регион - епигастријум - regio epigastrica s. epigastrium. У наджелудачном региону су: леви режањ јетре, хоризонтални део желдуца, део дванаестиоалачног црева (дуоденума) и већи део гуштераче (панкреаса).

- две бочне области, десни и леви подребарни или хипохондијални део: regio hypochondriaca dextra et sinistra.  У десном субребарном делу налази се десни режањ јетре, а у левом: усправни део желудца, слезина и реп гуштераче (панкреаса).

Средњи спрат трбуха је подељен на централну пупчану област -  regio umbilicalis; и две бочне области: regio lateralis dextra et sinistra.
Доњи спрат трбуха је такође подељен на централну област, названу пубична област regio pubica s. hypogastrium, и две бочна ингвиналне области: regio inguinalis dextra et sinistra.

## Клинички значај
Епигастријум је део трбуха у коме трбушни потисак (Хајмлихов маневар) може да произведе брз и снажан губитак даха.
Палпацијом епигастријума се могу опипати структуре испод њега.  Ово укључује јетру и желудац.
Анеуризма аорте се палпацијом може осетити као маса у епигастријуму. 
Uu
Трбушни звуци изнад епигаструјума се могу чути приликом аускултације (користећи стетоскоп) органа епигастријума. Код пацијената са стенозом бубрежне артерије и реноваскуларном хипертензијом може се чути трбушни звук у епигастријуму , иако звук понекад зрачи на једну страну.
Бол у горњем делу трбуха (епигастрични бол) може бити узрокован нечим једноставним као што је прекомерни унос храна или или пића и/или конзумирање зачињене или масне хране. Поремећај варења је један од најчешчих облика епигастричног бола. Међутим бол локализован у епигастријуму може бити узрокован и оштећењем унутрашњих органа,   првенствено црева, и структура које укључују  желудац, делове дванаестоплачног црева и жучних путева.
Бол у епигастријуму се такође може јавити код:
- акутног панкреатитиса,[10]

- гастроезофагеалне рефлуксне болести,

- чира на желудцу или дванаестопалачном цреву,
- камена у жучи,
- абдоминалне киле,
- проблема са бешиком,
- инфекције у женским репродуктивним органима,
- дивертикулитиса.

Како је у неким случајевима бол у епигастријуму узрокован срчани проблемима,  важно је да се што пре добије брза и тачна дијагноза.